# Hemicepon muelleri
Hemicepon muelleri är en kräftdjursart som beskrevs av Lemos de Castro och Brasil-Lima 1980. Hemicepon muelleri ingår i släktet Hemicepon och familjen Bopyridae. Inga underarter finns listade i Catalogue of Life.